# سیارک ۱۲۰۹۴
سیارک ۱۲۰۹۴ (به انگلیسی: 12094 Mazumder، نامگذاری:1998HX99) دوازده هزار و نود و چهارمین سیارک کشف شده‌است که در ۲۱ آوریل ۱۹۹۸ کشف شد.
قدر مطلق سیارک برابر ۱۵.۵ است.